# Hygrotus marklini
Hygrotus marklini is een keversoort uit de familie waterroofkevers (Dytiscidae). De wetenschappelijke naam van de soort is voor het eerst geldig gepubliceerd in 1813 door Gyllenhal.